# Caitlin O'Connell-Rodwell
Pour les articles homonymes, voir O'Connell et Rodwell.
Caitlin Elizabeth O'Connell-Rodwell, née en 1965, est une chercheuse américaine experte des éléphants, instructrice à la Harvard Medical School, consultante scientifique, autrice et cofondatrice et dirigeante d'Utopia Scientific. Ses recherches sur les éléphants ont fait l'objet d'un documentaire intitulé Elephant King qui a été primé  par le Smithsonian Channel. Elle a effectué des recherches pionnières mettant en  évidence la communication sismo-acoustique des éléphants.

## Biographie
Caitlin O'Connell est diplômée de biologie de la Fairfield University (en)(1987) avec également une certification en français et histoire de l'art, et de l'Université d'Hawaï à Manoa en écologie, évolution et biologie de la conservation. Pour obtenir son diplôme de M. Sc., elle effectue des recherches sur la communication sismo-acoustique des Fulgoroidea.
Au cours d'un contrat gouvernemental de trois ans visant à atténuer les conflits entre les agriculteurs et les éléphants d'Afrique, elle observe que les éléphants ont également une communication sismo-acoustique. Sur la base de cinq années de recherches menées sur des éléphants en captivité aux États-Unis, au Zimbabwe et en Inde,, elle obtient un doctorat en écologie à l'Université de Californie à Davis en 2000. Elle travaille ensuite à la Stanford University Medical School (en) tant que boursière postdoctorante, puis en tant que professeure adjointe et ensuite en tant qu'instructrice dans son département d'otorhino-laryngologie.
En octobre 2002 elle a fondé Utopia Scientific avec Timothy Rodwell. Utopia scientific est une société à but non lucratif à San Diego qui se consacre à la science et à l'éducation à la santé publique. Au printemps 2013, elle rejoint le Georgia College en tant que première boursière invitée émérite Martha Daniel Newell.

## Travaux
Les travaux de Caitlin O'Connell-Rodwell ont permis d'établir avec certitude pour la première fois que les éléphants communiquent par l'intermédiaire de signaux d’avertissement sismique,.
Elle a mené des expériences autour des points d'eau où s'abreuvent les troupeaux d'éléphants, en leur transmettant des signaux acoustiques et sismiques. Cela lui a permis de montrer que les éléphants enregistrent des informations qui leur parviennent du sol via leurs orteils et sont transmises jusqu'à l'oreille moyenne. Ils peuvent dès lors détecter des changements climatiques ou les déplacements d'autres éléphants, reconnaissant même les vibrations qui sont émises des propres membres de leur troupeau.
Elle détermine ainsi que le comportement jusque là inexpliqué d'éléphants qui s'immobilisent brusquement parfois en levant une patte provient de leur capacité à percevoir l'approche d'un autre troupeau, voire de sentir l'état de stress de ce troupeau.
Les applications pratiques sont nombreuses : Caitlin O'Connell-Rodwell aide les paysans de Namibie à protéger leurs récoltes sans tuer ou blesser des éléphants en émettant des signaux imitant l'approche de prédateurs comme les lions, ce qui les fait fuir rapidement,,,. 
Les travaux d'O'Connell ont porté sur la communication, mais aussi sur les comportements sociétaux et intra-familiaux des éléphants. Au département d'otorhino-laryngologie de Stanford, elle étudie aussi la possibilité de développer une aide auditive vibrotactile inspirée de ses études sur le sens vibrotactile des éléphants, y compris chez les malentendants et les sourds profonds. Elle bénéficie d'une subvention du National Institutes of Health pour étudier l'oreille moyenne et l'audition par conduction osseuse des éléphants afin de la comparer avec l'audition humaine, et évaluer la possibilités de produire des prothèses auditives par conduction osseuse (substitution sensorielle). 

## Prix et distinctions
En octobre 2007, elle reçoit le Distinguished Young Alumna Award de l'Université de Californie à Davis.
Le livre The elephant scientist, qu'elle écrit avec Donna M. Jackson et pour lequel elle et son mari Timothy C. Rodwell ont fourni les photographies, reçoit la Médaille Silbert (en) en 2012.
Elle reçoit le prix Outstanding Science Trade Book Award en 2012 et la Junior Library Guild (en) en 2011.

## Publications
Elle a publié dans les médias, entre autres dans Scientific American, le magazine National Geographic , National Geographic Channel, le magazine Africa Geographic , Discovery Channel, Discover Magazine, Science News, Fox Channel, BBC Online, The Writer et le Smithsonian (magazine).

### Ouvrages académiques
- The Use of Vibrations in Communication: properties, mechanisms and function across taxa,, Research Signpost, 2010, (ISBN 978-8178954516).

### Ouvrages de vulgarisation
- Caitlin O'Connell, Wild rituals : 10 lessons animals can teach us about connection, community, and ourselves, 2021 (ISBN 978-1-4521-8485-2, 1-4521-8485-2 et 978-1-7972-0163-4, OCLC 1192303125, lire en ligne).
- Caitlin O'Connell, Elephant Don : the politics of a pachyderm posse, 2016 (ISBN 978-0-226-38005-6 et 0-226-38005-X, OCLC 956787927, lire en ligne).
- T. C. Rodwell, A baby elephant in the wild, 2014 (ISBN 978-0-544-14944-1 et 0-544-14944-0, OCLC 851285466, lire en ligne).
- T. C. Rodwell, An elephant's life : an intimate portrait from Africa, Lyons Press, 2012 (ISBN 978-0-7627-6374-0 et 0-7627-6374-4, OCLC 711045906, lire en ligne).
- Donna M. Jackson, T. C. Rodwell, Houghton Mifflin Books for Children et Yay! Design, The elephant scientist, Houghton Mifflin Books for Children, 2011 (ISBN 978-0-547-05344-8, 0-547-05344-4 et 978-0-544-66830-0, OCLC 609871192, lire en ligne).
- Caitlin O'Connell, The elephant's secret sense : the hidden life of the wild herds of Africa, University of Chicago Press, 2008 (ISBN 978-0-226-61674-2 et 0-226-61674-6, OCLC 213358081, lire en ligne).